# Rhyacophila aurata
Rhyacophila aurata är en nattsländeart som beskrevs av Brauer 1857. Rhyacophila aurata ingår i släktet Rhyacophila och familjen rovnattsländor. Inga underarter finns listade i Catalogue of Life.